# Fernando Herrero Acosta
Fernando Antonio Herrero Acosta (San José, 15 de diciembre de 1952-18 de agosto de 2023) fue un economista costarricense que se desempeñó como ministro de Hacienda durante las administraciones Figueres Olsen y Chinchilla Miranda. También fue regulador general de la Autoridad Reguladora de los Servicios Públicos (ARESEP) y asesor en varios gobiernos del Partido Liberación Nacional.

## Biografía
Era hijo de Fernando Herrero Serrano y Flor Isabel Acosta Sánchez. Contrajo matrimonio con Flor Isabel Rodríguez Céspedes el 5 de julio de 1975, quien fue ministra de Información en la administración Figueres Olsen y asesora de los presidentes Óscar Arias Sánchez y Laura Chinchilla Miranda.

## Cargos públicos ocupados
- 2015-2023 Profesor de Economía en la Universidad Nacional de Costa Rica
- 2010-2012 Ministro de Hacienda de Costa Rica
- 2006-2010 Regulador General en la Autoridad Reguladora de los Servicios Públicos.
- 1996-1998 Embajador, representante Permanente de Costa Rica ante la Organización de Estados Americanos (OEA). Presidente de la Comisión de Presupuesto y Administración del Consejo Permanente de la Organización de Estados Americanos (OEA).
- 1994-1996 Ministro de Hacienda de Costa Rica.
- 1989-1990 Viceministro de Hacienda.
- 1988-1989 Viceministro de Planificación Nacional y Política Económica.